# Liste der Kulturdenkmäler in Elnhausen
Die folgende Liste enthält die in der Denkmaltopographie ausgewiesenen Kulturdenkmäler auf dem Gebiet des Ortsteils Elnhausen der  Stadt Marburg, Landkreis Marburg-Biedenkopf, Hessen.
Hinweis: Die Reihenfolge der Denkmäler in dieser Liste orientiert sich an der Anschrift, alternativ ist sie auch nach der Bezeichnung oder der Bauzeit sortierbar.
Kulturdenkmäler werden fortlaufend im Denkmalverzeichnis des Landes Hessen durch das Landesamt für Denkmalpflege Hessen auf Basis des Hessischen Denkmalschutzgesetzes (HDSchG) geführt. Die Schutzwürdigkeit eines Kulturdenkmals hängt nicht von der Eintragung in das Denkmalverzeichnis des Landes Hessen oder der Veröffentlichung in der Denkmaltopographie ab.

## Kulturdenkmäler
| Bild                                    | Bezeichnung                  | Lage                                                                         | Beschreibung                                                          | Bauzeit            | Objekt-Nr. |
| --------------------------------------- | ---------------------------- | ---------------------------------------------------------------------------- | --------------------------------------------------------------------- | ------------------ | ---------- |
| Bild gesucht BW                         | Gesamtanlage Pfaffenberg     | Elnhäuser Straße, Johannesgasse, Pfaffenberg, Wickelborn Lage                |                                                                       |                    |            |
| Bild gesucht BW                         | Ehemaliges Pfarrhaus         | Am Denkmal 14 LageFlur: 17, Flurstück: 91/12                                 |                                                                       | 1912               |            |
| Bild gesucht BW                         | Gefallenendenkmal            | Am Denkmal o. Nr. LageFlur: 15, Flurstück: 2/4                               |                                                                       |                    |            |
| Bild gesucht BW                         | Wohnhaus                     | An den Steinäckern 5 LageFlur: 8, Flurstück: 46/1                            |                                                                       | 1913–15            |            |
| weitere Bilder                          | Sachgesamtheit Schloss       | Hermann-von-Vultée-Weg 1/Am Denkmal 12 LageFlur: 17, Flurstück: 1/3, 3/1     |                                                                       | Ersterwähnung 1703 |            |
| weitere Bilder                          | Evangelische Pfarrkirche     | Hermann-von-Vultée-Weg 5 LageFlur: 17, Flurstück: 21/3                       | Barocke Saalkirche mit Walmdach und dreigeschossigem Haubendachreiter | 1742–1746          |            |
| Bild gesucht BW                         | Einhaus                      | Johannesgasse 6 LageFlur: 14, Flurstück: 14/3, 14/5, 14/6                    |                                                                       | 1897               |            |
| Bild gesucht BW                         | Wohnhaus, Wirtschaftsgebäude | Königstraße 13 LageFlur: 16, Flurstück: 44/4                                 |                                                                       | 1920               |            |
| Direkt Bild zu diesem Denkmal hochladen | Backhaus                     | Kuhnsgasse 11 Flur: 15, Flurstück: 25/7                                      |                                                                       | 19. Jh.            |            |
| Bild gesucht BW                         | Wohnhaus, Wirtschaftsgebäude | Pfaffenberg 3 LageFlur: 14, Flurstück: 15/1                                  |                                                                       | 1913               |            |
| Bild gesucht BW                         | Gastwirtschaft               | Pfaffenberg 8 LageFlur: 14, Flurstück: 21/1                                  |                                                                       | 1908               |            |
| Bild gesucht BW                         | Wohnhaus                     | Pfaffenberg 14 LageFlur: 16, Flurstück: 9/3                                  |                                                                       | 19. Jh.            |            |
| Bild gesucht BW                         | Wohnhaus                     | Sankt-Florian-Straße 7a LageFlur: 16, Flurstück: 20/5                        |                                                                       | Nach 1760          |            |
| Bild gesucht BW                         | Scheune                      | Sankt-Florian-Straße 10 LageFlur: 15, Flurstück: 21/1                        |                                                                       | 19. Jh.            |            |
| Wohnhaus, Wirtschaftsgebäude            | Wohnhaus, Wirtschaftsgebäude | Stöckelsbergweg 9 LageFlur: 17, Flurstück: 35/7                              |                                                                       | 1721, 1752         |            |
| Bild gesucht BW                         | Wohnhaus                     | Wickelborn 4 LageFlur: 14, Flurstück: 156/7                                  |                                                                       | 1872               |            |
| Direkt Bild zu diesem Denkmal hochladen | Verkehrsmal                  | Außerhalb der Ortslage 1 (Richtung Wehrshausen) Flur: 10, Flurstück: 82/2    |                                                                       | 19. Jh.            |            |
| Direkt Bild zu diesem Denkmal hochladen | Verkehrsmal                  | Außerhalb der Ortslage 2 (Richtung Dagobertshausen) Flur: 9, Flurstück: 17/3 |                                                                       | 19. Jh.            |            |